# Johann Joachim Quantz

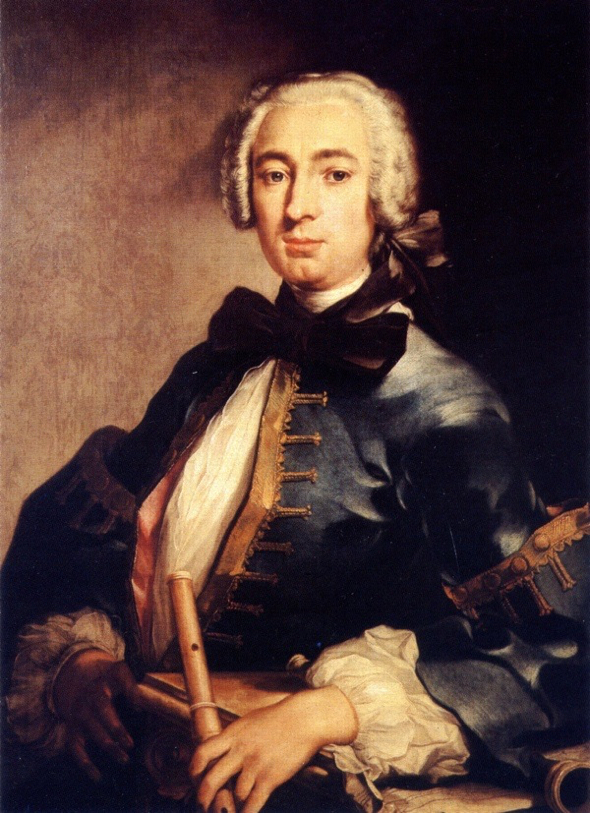
Johann Joachim Quantz

Johann Joachim Quantz (* 30. Januar 1697 in Scheden, Kurfürstentum Braunschweig-Lüneburg als Hanß Jochim Quantz; † 12. Juli 1773 in Potsdam) war ein deutscher Flötist, Flötenbauer, Komponist und Flötenlehrer Friedrichs des Großen. Seine Zeitgenossen schrieben ihn auch Quanz.

## Leben

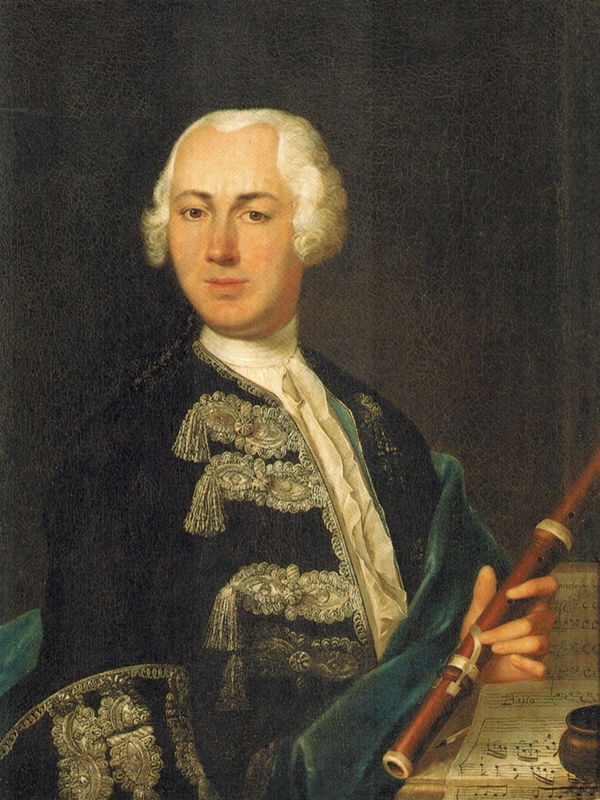
Quantz, Gemälde von Johann Friedrich Gerhard, 1735

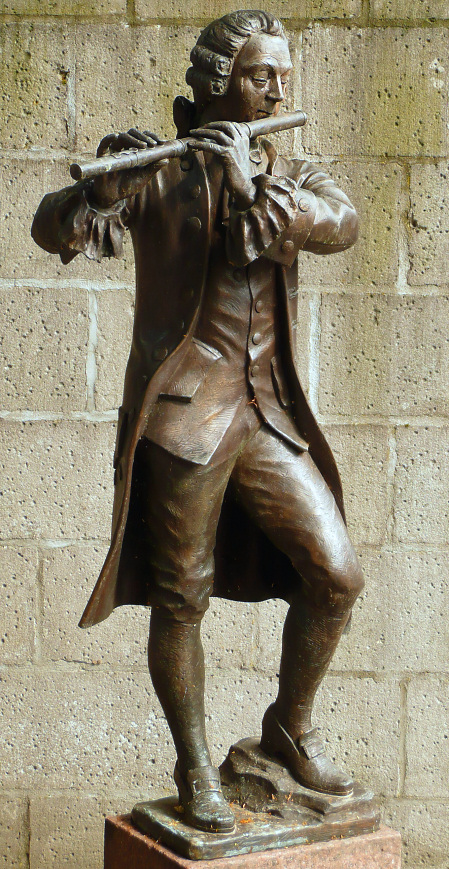
Quantz-Denkmal von 1991 in Scheden von Georg Arfmann

### Herkunft und Studium
Quantz wurde als fünftes Kind des Hufschmieds Andreas Quantz in Oberscheden in der Nähe von Göttingen im Kurfürstentum Braunschweig-Lüneburg geboren. Nach dem Tod der Eltern (1702 und 1707) übernahmen sein Onkel Justus Quantz, der Stadtmusikus in Merseburg war, und der Ehemann seiner Cousine, der Organist Johann Friedrich Kiesewetter die Ausbildung. Auch der Onkel starb bald und Quantz wurde bei dessen Nachfolger Johann Adolf Fleischhack weiter ausgebildet.
Quantz spielte in dieser Zeit aushilfsweise in der Hofkapelle des Prinzen Friedrich Erdmann von Sachsen-Merseburg. Als dieser am 2. Juni 1714 verstarb, wurde eine dreimonatige Hoftrauer verhängt, in der die höfischen Musiker ohne Einkommen waren. Quantz begab sich daraufhin von Merseburg zu Fuß nach Dresden und bewarb sich dort im Juni 1714 um eine Musikantenstelle als Stadtpfeifer. Das glückte ihm jedoch nicht, so wanderte er Ende Juni 1714 weiter in den Nachbarort Radeberg und wurde dort als Stadtpfeifergeselle angestellt. Als Radeberg während des Stadtbrandes am 13. / 14. Juli 1714 fast vollständig zerstört wurde und damit Quantz’ Musikantenstelle nach nur etwa drei Wochen Dienst entfiel, zog er am Tag nach dem Brand nach Pirna und wurde dort 1714 Stadtpfeifer. In seiner weiteren Ausbildung als Stadtpfeifer erlernte er Violine, Oboe, Trompete, Zink, Waldhorn, Posaune, Blockflöte, Fagott, Violoncello, Gambe und Kontrabass. Nach Abschluss der Ausbildung bekam er im März 1716 eine Anstellung in der Stadtkapelle Dresden (Oboe und Flöte). Nach zwei Jahren im Dienste des dortigen Stadtmusikus wechselte er als Oboist an die Polnische Kapelle Augusts II., mit der er regelmäßig nach Polen reiste.
Um beruflich weiterzukommen, studierte er 1717 bei Jan Dismas Zelenka und Johann Joseph Fux in Wien; im Jahr darauf nahm er in Dresden Querflötenunterricht beim französischen Flötisten Pierre-Gabriel Buffardin und begann zu komponieren. Eine Studienreise führte ihn in den Jahren 1724 bis 1726 nach Italien, wo er bei Francesco Gasparini, dem Konzertmeister des Lateran in Rom, Kontrapunkt studierte, in Neapel Alessandro Scarlatti begegnete, Freundschaft mit dem Kastraten Farinelli schloss und in Venedig sein musikalisches Vorbild Antonio Vivaldi hörte. Von 1726 bis 1727 hielt er sich in Paris und London auf, wo ihn Georg Friedrich Händel drängte, in England zu bleiben. Durch diese Reisen kam er auch mit der aufkommenden Vorklassik in Kontakt.

### Dresden und Berlin

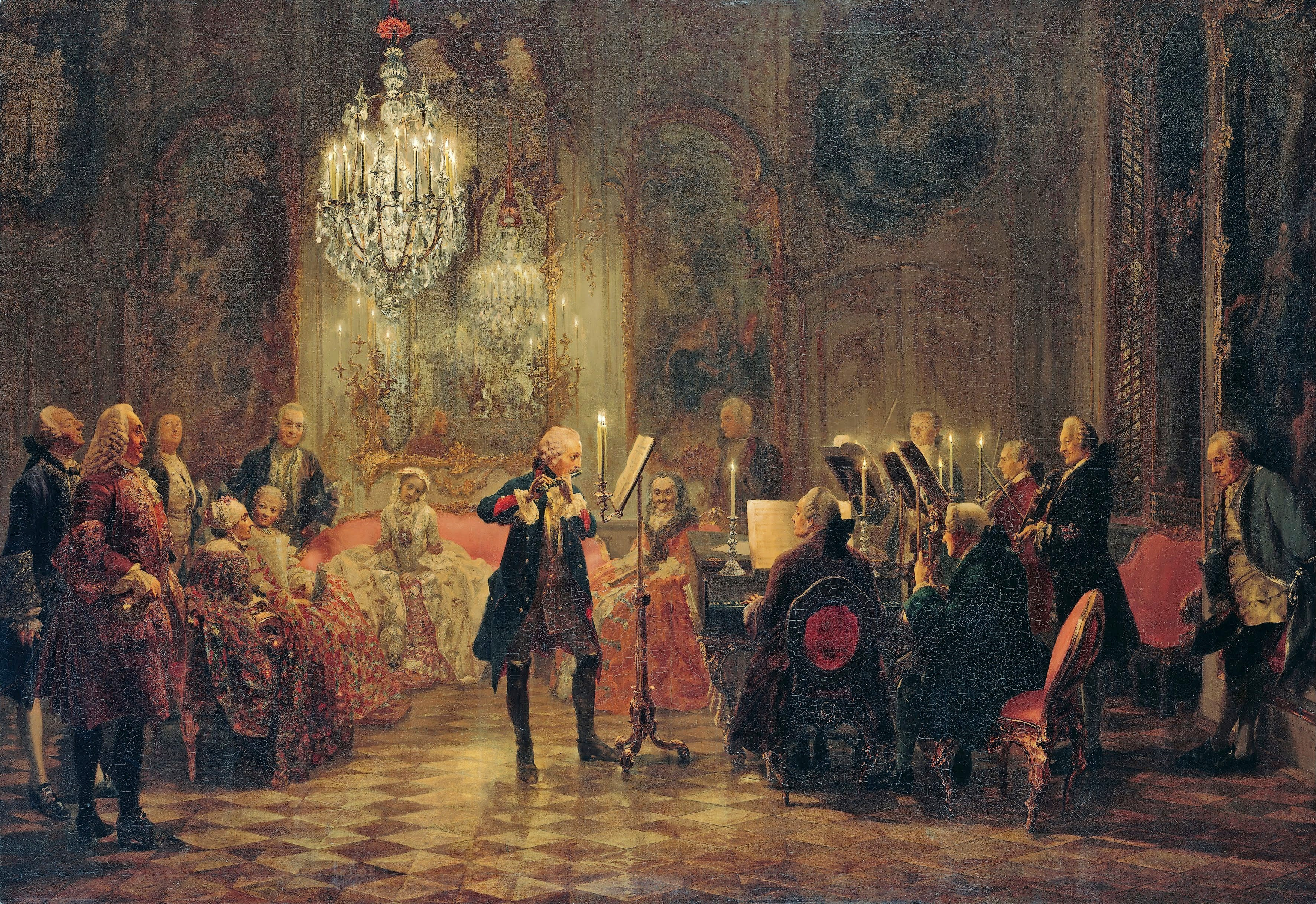
Adolph Menzel: Flötenkonzert in Sanssouci. Rechts an der Wand lehnend Johann Joachim Quantz. (Nicht zeitgenössisches Gemälde von 1850/52.)

Im Jahre 1728 war er Flötist bei der Kurfürstlich-Sächsischen und Königlich-Polnischen Kapelle in Dresden und lernte den damaligen preußischen Kronprinzen Friedrich kennen, dem er ab Ende Mai Flötenunterricht erteilte. Quantz selber erzählte Nicolai, wie er sich im Juni 1730 bei einer der Kontrollen durch Friedrichs Vater eine Stunde mit von Katte hinter den Ofen in einem Kabinett verstecken musste. 1737 heiratete Quantz Anna Rosina Carolina Schindler. Wie Marpurg berichtet, nahm sie ihm das Eheversprechen auf dem Totenbett ab, um gleich darauf wieder zu gesunden – die Ehe wurde nicht sehr glücklich, es war in Berlin allgemein bekannt, dass sie ihren Ehemann tyrannisierte. Nachdem Friedrich König geworden war, bot er Quantz 1741 so vorteilhafte Bedingungen an, wenn er sein Kammermusikus und Hofkomponist würde, dass Quantz annahm. Am preußischen Hof in Berlin und Potsdam erteilte er Friedrich täglich Unterricht, leitete Hauskonzerte und komponierte. Er genoss das Privileg, das Spiel des Königs kritisieren zu dürfen, und begleitete ihn zeitweise ins Feldlager. Außerdem baute er selbst Flöten, verbesserte sie durch Hinzufügung der zweiten Klappe und schrieb 1752 das Flöten-Lehrbuch Versuch einer Anweisung die Flöte traversiere zu spielen (die Traversflöte hatte sich auch im französischen Stil durchgesetzt).

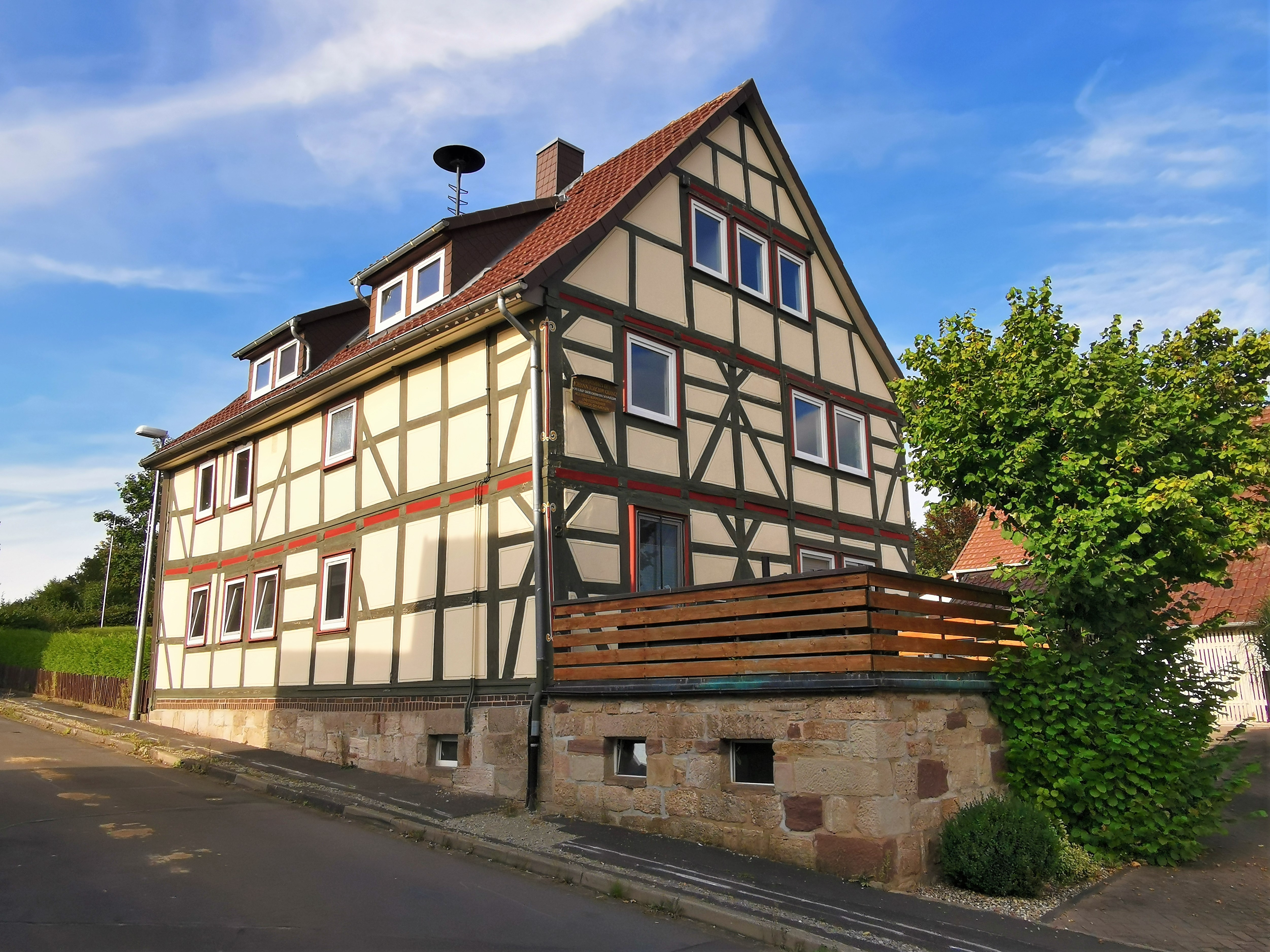
Geburtshaus in Oberscheden, Kirchstraße 2 (2017)

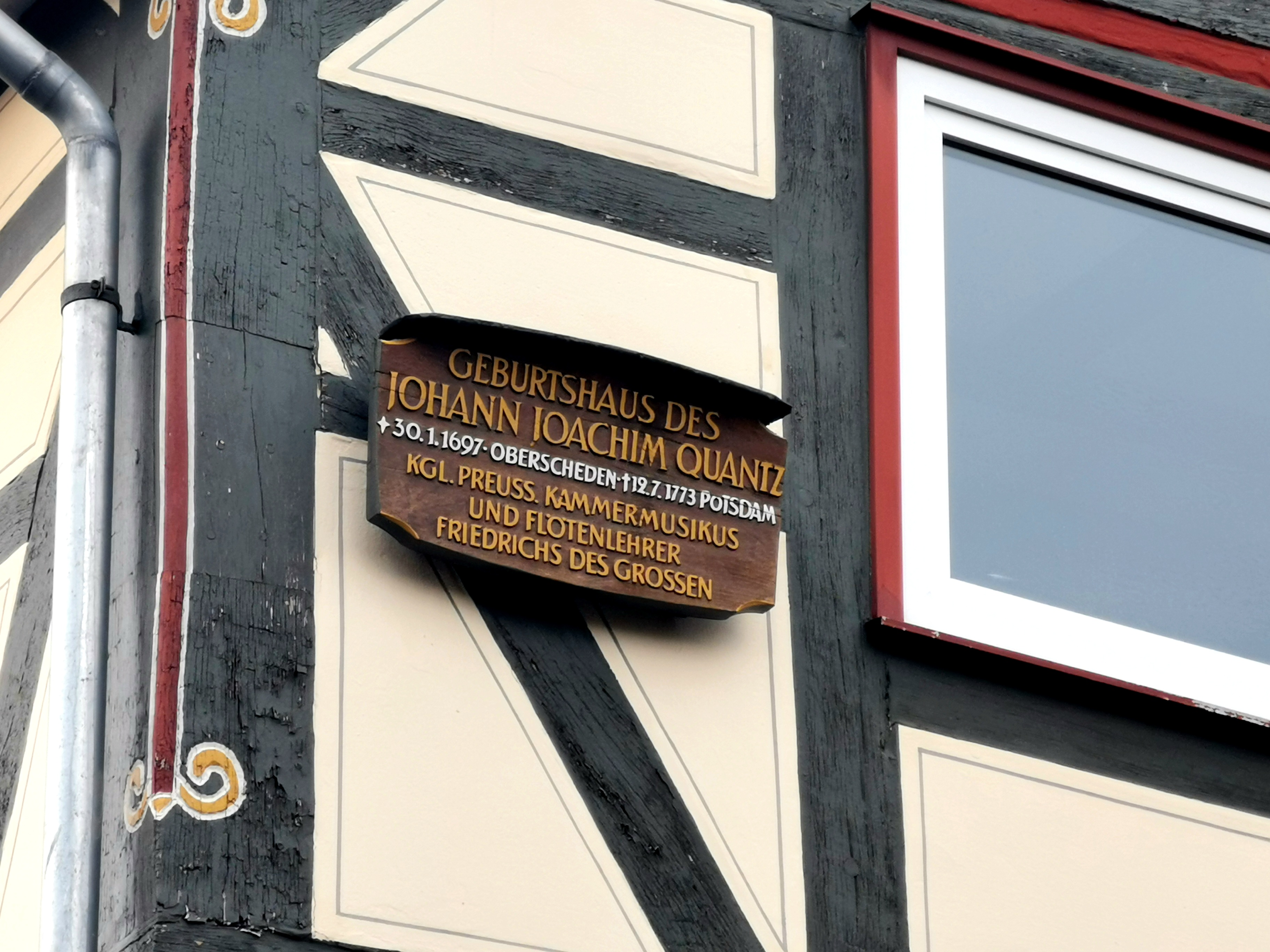
Gedenktafel am Geburtshaus

Quantz wohnte in der Kronenstraße (Berlin-Mitte) und blieb bis zu seinem Tod am Hof Friedrichs. Er hat nie dessen Orchester angehört, übte nur privat mit ihm. Im Jahr 1755 erschien in den Historisch-kritischen Beyträgen zur Aufnahme der Musik von Friedrich Wilhelm Marpurg eine Autobiografie; eine weitere folgte 1762 auf Italienisch, sein Urneffe Albert Quantz würdigte ihn 1877 besonders ausführlich.
Der König ließ Quantz’ Grab in Potsdam mit Plastiken der Gebrüder Räntz ausschmücken. Er war zunächst in der Nauener Vorstadt begraben und wurde 1865 umgebettet auf den Alten Friedhof (Heinrich-Mann-Allee) in der Teltower Vorstadt, seine dortige Grabstätte wurde 1994 vollständig erneuert.
Die Kompositionen Quantz sind zum größten Teil für Querflöte bestimmt. Darunter finden sich mehr als 200 Flöten-Solosonaten, etwa 300 Flötenkonzerte, 45 Triosonaten und 9 Hornkonzerte.
Weiter sind Flötenduos, -terzette und -quartette überliefert, und neben Liedern die Neuen Kirchenmelodien … (Choralmelodien zu 22 Oden von Gellert aus 1760).
Die meisten Werke liegen nur als Handschriften vor, da nur sehr wenige Stücke im Druck erschienen sind. In seinem Geburtsort Scheden finden regelmäßig Konzerte mit Quantz’ Werken statt. Sein Lehrwerk Versuch einer Anweisung die Flöte traversière zu spielen (1752) ist weit mehr als eine Flötenschule. Vielmehr vermittelt es ein umfassendes Bild der Aufführungspraxis und Musikästhetik des ausgehenden Spätbarock. Es wurde noch 1992 in München & Kassel neu ediert. Auf eine Kritik erwiderte er in Marpurgs „Beiträgen“ 1755 mit Application pour la flûte traversière à deux clefs, o. J.

## Schriften
- Johann Joachim Quantzens, Königl. Preußischer Kammermusicus, Versuch einer Anweisung die Flöte traversiere zu spielen: mit verschiedenen, zur Beförderung des guten Geschmackes in der praktischen Musik dienlichen Anmerkungen begleitet, und mit Exempeln erläutert, Nebst XXIV Kupfertafeln. Berlin, J. F. Voss 1752 (Erstausgabe). Dritte Auflage. Breslau, 1789. bey Johann Friedrich Korn dem ältern, im Buchladen nächst dem K. Ober- Zoll- und Accisamte auf dem großen Ringe (Von dieser 3. und letzten deutschen Auflage des 18. Jahrhunderts ist 1953 bei Bärenreiter ein Reprint erschienen). (Wikisource; archive.org)
- Autobiographischer Abriß, zuerst 1755 in Marpurgs Beiträgen; wiederabgedruckt in: Willi Kahl (Hrsg.) Selbstbiographien deutscher Musiker des 18.Jahrhunderts. Staufen-Verlag, Köln 1948; Nachdruck: Knuf, Amsterdam 1972.

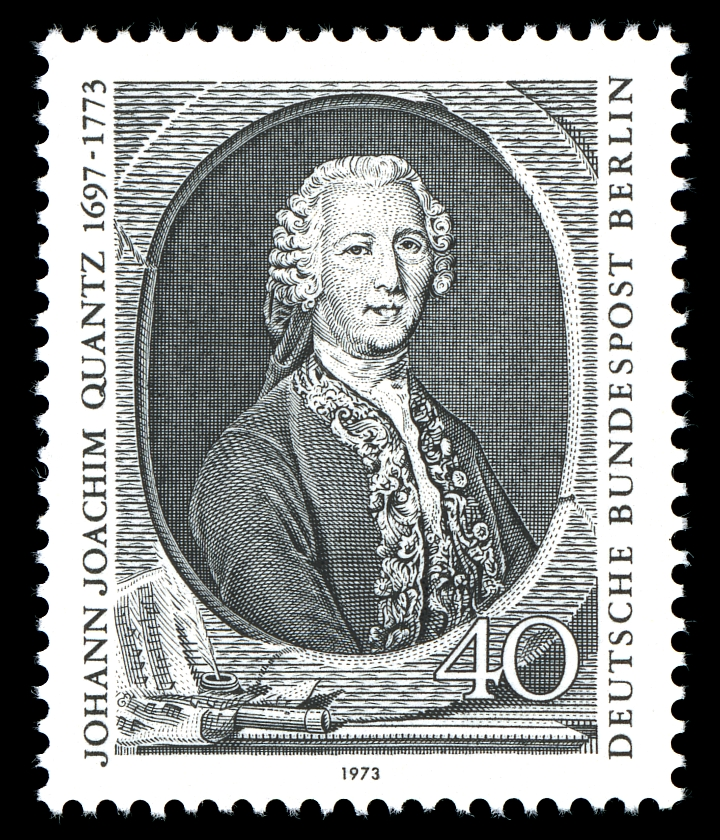
Berliner Sonderbriefmarke zum 200. Todestag 1973

## Belletristik
- Oliver Buslau: Schatten über Sanssouci. Historischer Kriminalroman. Emons, Köln 2011, ISBN 978-3-89705-854-5. (Im Jahr 1748 spielender Roman mit Quantz als Hauptfigur)